# Морфологија (биологија)
Морфологија је биолошка општа наука о структури и облику организама. Тако можемо причати о морфологији биљака и морфологији животиња као јасно одвојеним дисциплинама. Можемо посматрати морфологију појединог организма, врсте, или неке више таксономске категорије, као и морфологију ћелије, органа, система органа. Морфологија унутрашњости организма назива се анатомија.

## Задаци и методе морфологије
Организми се на земљи појављују у великом броју облика. Задатак морфологије је да утврди опште законитости које су узроци посебних облика, да их разуме и опише/представи. Методе које изаберемо могу бити чисто описне (када и не морамо бити посебно стручни) — тада се не бавимо узроцима морфолошких појава, већ описујемо појаву или појаве и евентуално их класификујемо. „Виши“ степен бављења морфологијом би био постављање питања узрока тих појава, аналитичким и експерименталним приступом.